# 編入
編入（へんにゅう、英語: incorporation）とは、すでにある大きな組織や団体に新たに小さいものが組み入れられること。または組み込むこと。
学校への編入については、編入学を参照のこと。

## 概説
日本の行政・法律用語としては主に、地方自治体の合併の際に、中心（核）となる市町村が法人格を継続したまま、近隣の自治体を廃止してその区域に組み入れる意で使用される（日本の市町村の廃置分合#合体（新設合併）と編入（編入合併）も参照のこと）。編入合併とも。
国際政治においては併合と同じ意味で使われる。国家が、他国領土の全てや一部、事実上独立した地域、無主地を占領または実効支配して、自国領土に組み込むことを指す。
2014年3月18日、ロシア連邦はクリミア半島に位置するクリミア自治共和国およびセヴァストポリ特別市を自国の領土に編入したと宣言した。ただし、国際連合をはじめ広く国際的な承認は得られていない。クリミア併合とも表現される。詳細は「ロシアによるクリミアの併合」を参照のこと。